# هشام شرابی
[[]]
دکتر هشام شرابی نویسنده و دانشمند سرشناس فلسطینی‌تبار در سیزدهم ژانویه سال ۱۳۸۴ شمسی پس از ده سال ابتلا به سرطان پروستات در سن ۷۷ سالگی درگذشت.
هشام شرابی در خانواده‌ای نسبتاً مرفه متولد شد و کودکی خود را در یافا و اکره گذراند. وی در مدرسه اصدقا در رام اللّه و سپس در دانشگاه آمریکایی بیروت تحصیل کرد و در سال ۱۹۴۷ با مدرک لیسانس فلسفه فارغ‌التحصیل شد. در سال ۱۹۴۹ مدرک فوق لیسانس خود را در فلسفه و در سال ۱۹۵۳ مدرک دکتری تاریخ و فرهنگ را از دانشگاه شیکاگو دریافت کرد. شرابی از سال ۱۹۴۷ در عنفوان جوانی با ورود به حزب سوسیال ناسیونالیست سوریه پای به عرصه فعالیت سیاسی گذاشت. وی عمیقاً تحت تأثیر رهبر کاریزمایی این حزب، آنتون سعاده و شخصیت سازش‌ناپذیر وی مخصوصاً در خصوص موضوع فلسطین قرار گرفت. سعاده که علاقه زیادی به روشنفکران جوان داشت، شرابی را دوست و محرم اسرار خود می‌دانست.
در سال ۱۹۸۴ هنگامی که شرابی در آمریکا مشغول به تحصیل بود، فلسطین به اشغال نیروهای اسرائیلی درآمد. شرابی بنا به دستور سعاده در سال ۱۹۴۹ به سوریه بازگشت تا فعالیت خود را با حزب سوسیال ناسیونالیست سوریه از سر گرفته و سردبیری ماهنامه این حزب با نام الجیل الجدید (نسل نو) را عهده‌دار شود. دولت لبنان در ژوئن همان سال حزب سوسیال ناسیونالیست را سرکوب، بیشتر اعضای آن را زندانی و سعاده را اعدام کرد. شرابی پس از فرار به اردن، برای ادامه تحصیلات به آمریکا بازگشت. او در سال ۱۹۵۳ تدریس تاریخ را در دانشگاه جورج تاون آغاز کرد و تنها پس از یازده سال به استاد تمامی رسید. وی در سال ۱۹۵۵ به صورت رسمی همکاری خود را با حزب سوسیال ناسیونالیست خاتمه داد.
شرابی تا سال ۱۹۶۷ چنان‌که خود می‌گوید در «سکوت در تبعید» به سر برده به نوشتن و انتشار مطالب به زبان انگلیسی صرفاً برای انجام وظائف دانشگاهی اشتغال داشت. شکست سال ۱۹۶۷ اعراب در مقابل اسرائیل و جنبش دانشجویی سال ۱۹۶۸ شرابی را به لحاظ فکری و سیاسی متحول کرد. وی دیدگاه لیبرال خود را کنار گذاشته به چپ گروید و با نگاهی تازه به بازخوانی آثار مارکس و فروید و از این دریچه به تحلیل جامعه عرب پرداخت.
وی در امور فلسطین و جهان عرب بسیار فعال شد. شرابی پس از ایراد سخنرانی های متعدد در دانشگاه‌ها در سال ۱۹۷۰ به بیروت رفت تا در مرکز برنامه‌ریزی فلسطین به کار پردازد و در سال‌های ۷۱–۱۹۷۰ به عنوان استاد مدعو به تدریس در دانشگاه آمریکایی بیروت پرداخت. در همان ایام ترجمه عربی کتاب وی روشنفکران عرب و غرب با عنوان المثقفون العرب و الغرب انتشار یافت. بروز جنگ داخلی لبنان در سال ۱۹۷۵ نقشه‌های او برای سکونت در لبنان را نقش بر آب کرد. وی در عوض، اقامت در جورج تاون را برگزید و به عنوان استاد تاریخ اندیشه اروپا و صاحب کرسی عمر المختار در باب فرهنگ عرب به تدریس پرداخت.
شرابی نقش مهمی در راه‌اندازی مؤسسات برای ترویج آگاهی و درک از جهان عرب و فلسطین داشت. وی در سال ۱۹۷۱ به عنوان سردبیر مجله مطالعات فلسطین که توسط مؤسسه مطالعات فلسطین انتشار می‌یافت، برگزیده شد. وی یکی از بنیانگذاران مرکز مطالعات معاصر عرب در دانشگاه جورج تاون در سال ۱۹۷۵، تنها مرکز آکادمیک خاص برای مطالعه جهان عرب در آمریکا بود. او در سال ۱۹۷۹ بنیاد فرهنگی عربی-امریکایی و گالری الیف در واشینگتن دی. سی را بنیان نهاد. در سال ۱۹۹۰ مرکز تحلیل سیاسی فلسطین را بنیانگذاری کرد که مؤسسه‌ای در واشینگتن دی.سی. است که به ارائه اطلاعات، انتشار مقالات و حمایت از سخنرانی ها و گردهمایی های مربوط به منازعه اعراب و اسراییل می‌پردازد. شرابی همچنین مؤسس و رئیس صندوق خیریه اورشلیم، یک سازمان خیریه فلسطینی است که به دانشجویان فلسطینی کمک هزینه و بورس می‌دهد. شرابی در سال ۱۹۹۸ از سمت خود در دانشگاه جورج تاون بازنشسته شد.
شرابی بیشتر به عنوان نویسنده‌ای متعهد و مؤثر و اندیشمندی شهرت دارد که همچنان به عنوان یک روشنفکر عرب در جهان غرب به صورت پدیده‌ای منحصربه‌فرد باقی‌مانده‌است. وی به رغم نیم قرن تبعید همچنان از طریق آثار مختلفی که به زبان عربی و انگلیسی منتشر می‌کند، گفتگوی زنده خود را با جهان عرب ادامه داده‌است.شرابی یکی از معدود روشنفکرانی است که جسارت نقد و ارائه پیشنهاد به چپگرایان و ناسیونالیست ها را داشته و از این طریق کوشیده‌است افق معرفت‌شناسانه جدیدی را پیش روی روشنفکران عرب بگشاید.
شرابی با آگاهی از اینکه یک گفتمان انتقادی جدید به خودی خود تأثیری مستقیم بر تغییر اجتماعی-سیاسی نمی‌گذارد و باید همراه پراکسیس طی طریق کرد، تأکید می‌ورزد که چنین گفتمانی نخستین گام در راه ایجاد تغییری جدی است.
شرابی جسارت نقد و ارائه پیشنهاد به چپگرایان و ناسیونالیستها را داشته و از این طریق کوشیده‌است افق معرفت‌شناسانه جدیدی را پیش روی روشنفکران عرب بگشاید. کتاب وی با عنوانت مقدمه لدراسة المجتمع العربی (درآمدی بر مطالعه جامعه عرب) که در سال ۱۹۷۵ انتشار یافت، اثری پیشگام بود و تأثیری بزرگ بر روشنفکران و مدرسان جهان عرب، به ویژه فلسطینیان، بر جای گذاشت و این تأثیر همچنان پا بر جاست.
خود زندگینامهٔ دو جلدی وی با عنوان الجمر و الرماد:ذکریات مثقف عربی (اخگر و خاکستر:خاطرات یک روشنفکر عرب) که در سال ۱۹۷۸ منتشر شد و کتاب صور الماضی:سیرة ذاتیه (تصاویر گذشته: زندگینامه خود نوشت) که در سال ۱۹۹۳ انتشار یافت جزء آثار کلاسیک محسوب می‌شوند. این دو کتاب که از حیث بی‌پرده‌گویی بی‌نظیرند، با شیوایی تمام به شرح و نقد تجربه نسل کاملی از روشنفکران عرب می‌پردازند که بیشتر آن‌ها زندگی خود را در تبعید اجباری یا خود خواسته، سرشار از رؤیاها، بیداری از خواب و خیال، و شکست به پایان برده‌اند. کتاب پدرسالاری جدید:نظریه‌ای دربارهٔ تغییرات تحریف شده در جامعه عرب در سال ۱۹۸۸[به زبان انگلیسی]و در سال ۱۹۸۹ با عنوان النظام الابوی و در سال ۱۹۹۶ با عنوان tacrairtaP eL انتشار یافت. این کتاب شیوه بدیلی برای درک جامعه عرب ارائه می‌دهد و تأثیر زیادی بر حلقه‌های دانشگاهی و روشنفکری جهان عرب گذاشته‌است. اثر شرابی به زبان عربی، که پیوندی انداموار با آثار پیش گفته دارد، کتاب النقد الحضاری للمجتمع العربی ۱۹۹۰(نقد تمدنی جامعه عرب) است.
از نظر شرابی، صرفاً نمی‌توان از طریق انقلاب یا کودتا به تغییر اجتماعی دست یافت. تغییر در جهان پس از انقلاب فرایندی بسیار پیچیده و خطرناک است که در بردارنده انتقال کامل از پدرسالاری جدید به مدرنیسم در تمامی سطوح است. روشنفکران عرب باید به دقت گام در مسیری مستقل گذارند تا بتوانند ابزار و مفاهیم مناسب را از مدرنیسم و پست مدرنیسم برگزینند و بدین ترتیب به مدرنیسم دست یابند. شرابی با آگاهی از اینکه یک گفتمان انتقادی جدید به خودی خود تأثیری مستقیم بر تغییر اجتماعی- سیاسی نمی‌گذارد و باید همراه پراکسیس طی طریق کرد، تأکید می‌ورزد که چنین گفتمانی نخستین گام در راه ایجاد تغییری جدی است. روشنفکران می‌توانند بر نبردهای در حال انجام برای ایجاد تغییر اجتماعی-سیاسی تأثیر بگذارند. پیش‌نیاز این گفتمان جدید، پایان دادن به سیطره متافیزیک و فلاسفه و مشارکت جستن در گفتگوهایی افقی در جامعه-و نه ما بین نظریه‌پردازان ایدئولوژیک-است. پیش‌نیاز دیگر، داشتن درگ و نگرشی درست در قبال زبان، خوانش و نوشتار (متون) است. زبان پدرسالارانه، زبانی آدابی و آئینی است و مجالی برای گفتگو و بحث باقی نمی‌گذارد. شرابی اعتراف دارد که حتی خود وی نیز تحت این هژمونی به نگارش پرداخته‌است. خواندن نیز از حیث نقش و اهمیت انتقادی خود، با نوشت برابری دارد. روشنفکران عرب برای آزادی‌سازی خود و قطع علاقه با ساختارهای پدرسالار باید در یک زبان خارجی استاد شوند تا بتوانند مفاهیم و مقوله‌های فکری جدید را ترجمه کرده، بسترهایی برای زبان و آگاهی جدید مهیا سازند. گفتمان انتقادی جدید از نظر شرابی باید سیطرهٔ یک گفتمان-حتی گفتمان سکولاریستی یا ناسیونالیستی انقلابی-را کنار نهد. این گفتمان باید صرفاً به توصیف بدیل ساختارهای موجود اکتفا نکرده، به زمینه‌سازی اجتماعی و فکری لازم برای ایجاد ساختارهای بدیل بپردازد. اگر متن انتقادی-سکولاریستی به درستی مورد خوانش قرار گیرد، می‌تواند قدرتهای مسلط و ایدئولوژیهای آن‌ها را به چالش کشیده، با تهدیداتی جدی روبرو کند. وی در مورد جنبشهای بنیادگرایانه معتقد است که بایدبا آن‌ها به عنوان نیروهای سیاسی روبرو شد. درگیر شدن با آن‌ها در بحثهایی دینی یا تحریک و بر سر شوق آوردن این جنبشها به معنای ورود در نبردی شکست‌آور است.
موضوع زنان از نظر شرابی مهم‌ترین موضوع است. وی عمیقاً تحت تأثیر نوشته‌های فمینیستی قرار گرفت و دریافت که حتی روشنفکران سکولار و چپگرا نیز هیچگاه به صورت جدی به این موضوع نپرداخته و صرفاً دربارهٔ آن لفاظّی کرده‌اند. سرکوب زنان، بنیان نظام پدر سالاری (جدید) است. زنان بمب ساعتی در قلب جوامع پدرسالار (جدید) هستند.
دیگر آثار شرابی عبارت‌اند از:حکومت و سیاسیت در خاورمیانه قرن بیستم(۱۹۶۲)، ناسیونالیسم و انقلاب در جهان عرب (۱۹۶۶)، روشنفکران عرب و غرب(۱۹۷۰)، و الرحله الاخیره (سفر آخر) که رمانی به زبان عربی است(۱۹۸۷)وی همچنین ویراستار کتابهای دههٔ بعدی اعراب:بدیلهای آینده (۱۹۸۸)و نظریه، سیاست و جهان عرب: رهیافتهای انتقادی(۱۹۹۱)است.